# Asentamiento rural (Rusia)
Asentamiento rural en Rusia (en ruso: Се́льское поселе́ние, romanización: selskoye poseléniye, término genérico para referirse en ruso a cualquier localidad habitada no urbana) es una denominación a la unidad básica de autogobierno local en la que se suele organizar el territorio rural del país. Un asentamiento rural está compuesto por una o más localidades clasificadas como "rurales", incluyendo tanto pueblos y aldeas como otras localidades rurales más autóctonas (jútor, stanitsa, kishlak, aúl) e incluso áreas periféricas de asentamientos urbanos. El autogobierno local puede recaer en ayuntamientos elegidos por los vecinos o en ocasiones por los propios vecinos.

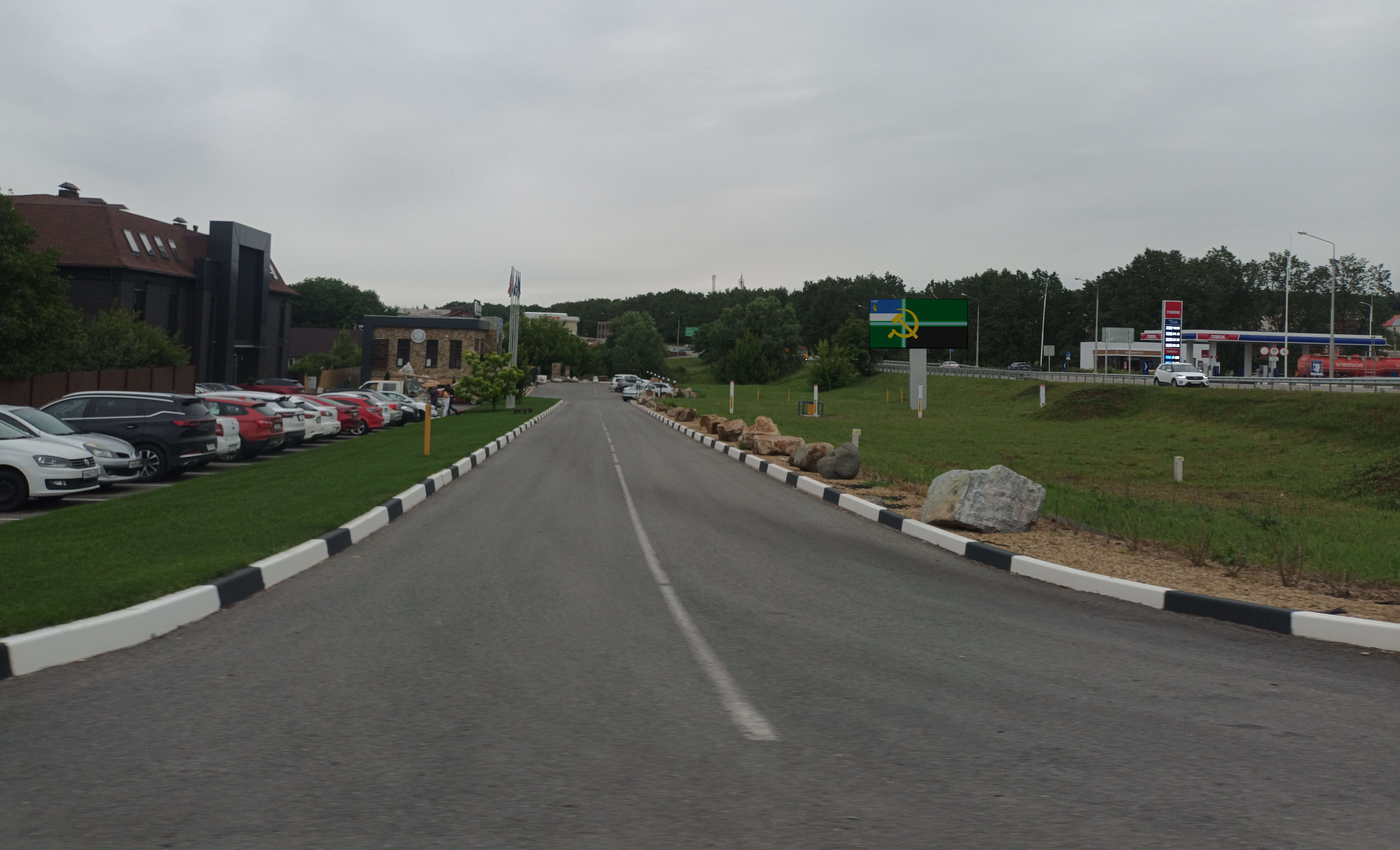
Foto de uno de los asentamientos rurales.

En el mapa de autogobierno local del país, estos asentamientos son una subdivisión de tercer nivel, por debajo de los "distritos municipales" (que son la subdivisión básica de autogobierno local de los sujetos federales). Estos distritos municipales, que legalmente existen desde 2004, son los raiones que existían desde la época soviética, con la peculiaridad de que desde 2004 pueden variar en los mapas de desconcentración y descentralización (aunque generalmente siguen coincidiendo).

## Características
Los asentamientos rurales fueron regulados en 2003 en la ley "Sobre los Principios Generales de Organización del Gobierno Local en la Federación de Rusia", que formó parte de la reforma municipal postsoviética. Son los herederos de los "consejos rurales" (selsoviet) de la Unión Soviética y en algunos sujetos federales todavía siguen denominándose usualmente con ese nombre. Generalmente, comparten nombre con la localidad sede del ayuntamiento, que se determina según la tradición local y la infraestructura social existente.
Puede incluir una o varias localidades, pero como regla general debe superar en su conjunto los mil habitantes. En áreas con gran densidad de población, este mínimo se eleva a tres mil habitantes. Hay casos excepcionales de asentamientos con pocas decenas de habitantes y otros que llegan hasta quince mil o veinte mil. El más poblado en 2013 era "Ordzhonikidzevskaya" en Ingusetia, que tenía una población de sesenta mil habitantes; desde 2016 es una ciudad bajo el nombre de Sunzha. Además de la población, hay límites territoriales: deben crearse de forma que permita a una persona caminar desde su localidad hasta el ayuntamiento y regresar en un día laborable, lo cual se traduce en distintas distancias según el clima y la orografía de cada zona de Rusia. En áreas con baja densidad de población y zonas remotas e inaccesibles también hay reglas especiales.
| Año  | Cantidad de asentamientos a 1 de enero | Referencia |
| ---- | -------------------------------------- | ---------- |
| 2010 | 19 591                                 | [ 2 ]      |
| 2011 | 18 996                                 | [ 3 ]      |
| 2012 | 18 883                                 | [ 4 ]      |
| 2013 | 18 772                                 | [ 5 ]      |
| 2014 | 18 525                                 | [ 6 ]      |